# 牛若麟
牛若麟（16世紀—17世紀），字玉書，號鶴沙，湖廣黃州府黄州卫（黃岡縣）人，明朝、南明政治人物。

## 生平
牛若麟於天啟元年（1621年）中辛酉科湖廣鄉試第四十二名舉人，崇禎十年（1637年）登進士，兵部觀政，本年十月授南直隸吳縣知縣。當地連年旱災，人民生活困苦，流寇乘機搶掠；他上請發糧煮粥，又買藥醫治病人，擒拿犯法兇徒，令地方安寧。他又和舉人楊廷樞、諸生王煥如等人編輯縣志。十六年（1643年）欽補山東壽光知縣，因父母去世，以丁憂去職。
弘光年間，起為浙江道監察御史，南京失陷後回鄉，直到去世。

## 家族
曾祖牛珤，怀远将军；祖父牛斗，怀远将军；父牛拱極，清镇守备。

## 引用
1. ↑  《崇祯十年丁丑科进士三代履历》：牛若麟，曾祖珤，怀远将军；祖斗，怀远将军；父拱極，清镇守备。鹤沙，礼记房，癸卯九月初五日生，黄州卫人。辛酉四十二名，会三十六名，三甲一百十名，兵部观政，本年十月授南直吴县知县，壬午應天同考，癸未欽補寿光知縣，本年丁憂。
2. 1 2  錢海岳《南明史·卷三十三·列傳第九》：同汪承韶時牛若麟，字玉書，涉縣【黃岡】人。崇禎十年進士。授吳縣知縣，開荒振民。憂去，起浙江道御史。南京亡，歸卒。
3. ↑  光緒《黃岡縣志·卷八·選舉志》：天啟元年辛酉（舉人）……牛若麟 黃州衛籍，中會舉
4. ↑  光緒《黃岡縣志·卷十·人物志》：牛若麟，字鶴沙，崇禎丁丑進士。知吳縣，饑民蜂起，若麟亟為賑卹，乃治其亂，魁變遂定。載江南名宦志。
5. ↑  乾隆《蘇州府志·卷四十五·名宦四》：牛若麟，字玉書黃岡人。天啟【崇禎】進士，崇禎十年知吳縣，時連歲旱蝗，民困飢疫，死尸枕藉，奸民乘機劫奪。若麟請之上官發廩煮糜，又市藥延醫以療病者，兇徒悉按以法，境內始寧。又延舉人楊廷樞、諸生王煥如等輯成縣志，十五年以艱去。 舊府縣志合纂